# Geoffrey Kondogbia
Geoffrey Edwin Kondogbia, född 15 februari 1993 i Nemours, Frankrike, är en centralafrikansk fotbollsspelare som spelar för Marseille och det centralafrikanska landslaget. Han har även en bror, Evans, en forward som avslutade karriären 2017.

## Klubbkarriär
Den 21 augusti 2017 lånades Kondogbia ut till Valencia på ett låneavtal över säsongen 2017/2018. Den 24 maj 2018 utnyttjade Valencia en köpoption i låneavtalet och Kondogbia skrev på ett femårskontrakt med klubben.
Den 3 november 2020 värvades Kondogbia av Atlético Madrid, där han skrev på ett fyraårskontrakt.
Den 30 juni 2023 värvades Kondogbia av Marseille.